# Mușenița
Mușenița è un comune della Romania di 2 142 abitanti, ubicato nel distretto di Suceava, nella regione storica della Bucovina. 
Il comune è formato dall'unione di 6 villaggi: Baineț, Băncești, Climăuți, Mușenița, Vășcăuți, Vicșani.